# Вишенька (Быховский район)
Вишенька (бел. Вішанька) — деревня в составе Новобыховского сельсовета Быховского района Могилёвской области Белоруссии. До 2013 года в составе Нижнетощицкого сельсовета.

## Население
- 1982 год – 73 жителя
- 2009 год — 27 жителей